# Đạo luật tự do thông tin Hoa Kỳ
Đạo luật tự do thông tin Hoa Kỳ ( FOIA ), 5 U.S.C. § 552 , là một luật tự do thông tin liên bang đòi hỏi phải tiết lộ toàn bộ hoặc một phần các thông tin và tài liệu chưa được phát hành trước đây do chính phủ Hoa Kỳ kiểm soát theo yêu cầu. Đạo luật xác định hồ sơ của cơ quan phải tiết lộ, phác thảo các thủ tục công bố bắt buộc và xác định chín trường hợp miễn trừ cho quy chế. Tổng thống Lyndon B. Johnson, mặc dù có những hành vi sai trái, đã ký Đạo luật Tự do Thông tin thành luật vào ngày 4 tháng 7 năm 1966 và nó có hiệu lực vào năm sau. Đạo luật nhằm mục đích làm cho các chức năng của các cơ quan chính phủ Hoa Kỳ minh bạch hơn để công chúng Mỹ có thể dễ dàng xác định các vấn đề trong hoạt động của chính phủ và gây áp lực lên Quốc hội, các quan chức cơ quan và Tổng thống để giải quyết chúng.
Như được chỉ định bởi tiêu đề dài của nó, FOIA thực sự được trích từ vị trí ban đầu của nó trong Phần 3 của Đạo luật thủ tục hành chính (APA). Mục 3 của APA, như được ban hành vào năm 1946, đã cho các cơ quan toàn quyền quyết định liên quan đến việc công bố các hồ sơ của chính phủ. Sau những lo ngại rằng điều khoản đã trở thành một sự khước từ hơn là một cơ chế tiết lộ, Quốc hội đã sửa đổi phần năm 1966 thành một hành động độc lập để thực hiện "một triết lý chung về công bố thông tin toàn cơ quan". Việc sửa đổi yêu cầu các cơ quan công bố quy tắc tố tụng của họ trong Đăng ký liên bang, 5 USC § 552 (a) (1) (C), và để sẵn sàng cho việc kiểm tra công khai và sao chép ý kiến, tuyên bố chính sách, diễn giải và hướng dẫn sử dụng của nhân viên và các hướng dẫn chưa được công bố trong Đăng ký liên bang, § 552 (a) (2). Ngoài ra, § 522 (a) (3) yêu cầu mọi cơ quan, "theo bất kỳ yêu cầu nào về hồ sơ mà ... mô tả hợp lý các hồ sơ đó" để cung cấp các hồ sơ đó "kịp thời cho bất kỳ người nào". Nếu một cơ quan giữ lại bất kỳ tài liệu nào không thỏa đáng, tòa án quận có thẩm quyền để ra lệnh phải cung cấp chúng. Không giống như việc xem xét hành động của cơ quan khác phải được duy trì nếu được hỗ trợ bằng chứng quan trọng và không độc đoán hay thất bại, FOIA rõ ràng đặt gánh nặng "lên cơ quan để duy trì hành động của mình" và chỉ đạo các tòa án quận "xác định vấn đề de novo. "